# Balintawak

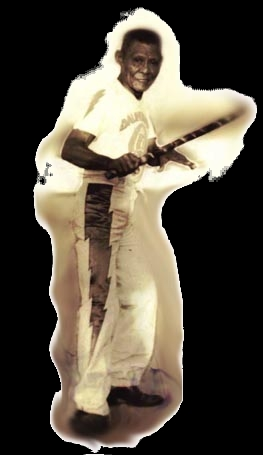
Venancio “Anciong” Bacon

Balintawak, również znany  jako Balintawak Escrima lub Balintawak Arnis – jeden ze stylów filipińskich sztuk walki. Opracowana przez Venancio Bacona w 1950 roku pod okiem Lorenza Saavedry. Nazwa pochodzi od ulicy Balintawak w mieście Cebu na Filipinach.

## Program
W balintawak wyróżnia się sześć podstawowych poziomów nauczania:
- Poziom 1 – 12 podstawowych uderzeń
- Poziom 2 – obrona i kontratak
- Poziom 3 – systemy grupowania
- Poziom 4 – techniki krótkiego końca
- Poziom 5 – rozbrojenia
- Poziom 6 – zaawansowane techniki